# Stephen Wilkinson
Stephen Henry Wilkinson (* 1956) ist britischer Schriftsteller, Journalist und Übersetzer.

## Leben
Er besuchte 1986 zum ersten Mal Kuba und reist seither über die Insel. Der Vorsitzende des International Institute for the Study of Cuba mit Sitz im Vereinigten Königreich promovierte zum Thema kubanische Literatur. Er hält Vorlesungen über Politik und Internationale Beziehungen an der Universität Buckingham. Er hat zahlreiche Artikel über verschiedene Fragen geschrieben, wie die Geschichte der Beziehungen zwischen Europa und den Vereinigten Staaten zu Kuba, die Haltung Kubas und die Politik gegenüber Homosexuellen, die kubanische Kunst und die Natur des kubanischen Staates. Zu seinen weiteren Verpflichtungen gehören er, der am King’s College London lehrt, Herausgeber des International Journal of Cuban Studies ist, Beiträge zu IHS Sentinel Reports über Kuba verfasst und sich mit verschiedenen Medienprojekten auf der Insel befasst. Er ist ein erfahrener Reiseleiter in Kuba und leitet häufig akademische Studiengruppen und Menschen, um Austauschprogramme auf die Insel zu bringen. Seine vielen Kontakte dort tragen wesentlich zum Erlebnis für die Besucher bei.

## Schriften (Auswahl)
- Cuba, Si! 50 Years of Cuban Photography. Akehurst Bureau, London 2001, ISBN 0-9540524-0-4.
- als Übersetzer mit Alasdair Holden: Hernando Calvo Ospina: Bacardi. The hidden war. Pluto Press, London u. a. 2002, ISBN 0-7453-1873-8.
- Detective fiction in Cuban society and culture. Lang, Oxford u. a. 2006, ISBN 0-8204-7963-2 (zugleich Dissertation, University of London 2000).